# 1975 год в истории изобразительного искусства СССР
1975 год был отмечен рядом событий, оставивших заметный след в истории отечественного изобразительного искусства.

## События
- В Ленинграде в ГРМ открылась выставка произведений А. Н. Самохвалова (1894-1971), к 80-летию со дня рождения художника.[1] В октябре выставка произведений А. Н. Самохвалова была показана в Москве в выставочном зале Союза художников СССР (ул. Горького, 25)[2].

- Выставка произведений графики Т. В. Шишмарёвой открылась в марте в Ленинграде в залах ЛОСХ[3].

- Международная выставка художников социалистических стран, посвящённая 30-летию Великой победы, открылась в Москве в ЦВЗ «Манеж»[4].

- «Выставка произведений ленинградских художников, посвящённая 30-летию Победы советского народа в Великой Отечественной войне 1941—1945 годов» открылась в залах Ленинградского отделения Союза художников РСФСР.[5]

- В Ленинграде на площади Победы открыт монумент «Героическим защитникам Ленинграда». Авторы проекта — скульптор Михаил Аникушин, архитектор Сергей Сперанский (Ленинская премия 1978 года).

- Выставка «Ленинградские художники - 30-летию Победы» открылась в Ленинграде в ГРМ.[6][7]

- В Москве на Красной площади на месте захоронения в Некрополе у Кремлёвской стены установлен бюст маршала СССР С. М. Будённого. Автором скульптурного произведения является Н. В. Томский.

- Выставка произведений куйбышевских художников Жигули показана в Москве и Ленинграде. Экспонировалось 100 произведений 40 мастеров изобразительного искусства[8].

- «Выставка произведений художников-женщин Ленинграда» открылась в залах Ленинградского отделения Союза художников РСФСР.[9]

- Зональная выставка произведений ленинградских художников «Наш современник» открылась в залах Государственного Русского музея. Экспонировалось 1700 произведений живописи, скульптуры, графики, декоративно-прикладного искусства 730 авторов.[10][11][12][13][14][15]

- 30 октября — Первая совместная выставка произведений художников Ленинграда и Дрездена «Мы побратимы» открылась в Ленинграде, а затем была показана в Дрездене[2].

- IV Всесоюзная выставка акварели открылась в Москве[16].

- Четвёртый съезд художников РСФСР прошёл в Москве.

- Новым председателем правления Ленинградской организации Союза художников РСФСР избран живописец Борис Сергеевич Угаров, возглавлявший Ленинградский Союз художников до 1979 года.

- Выставка произведений Бориса Васильевича Корнеева открылась в Музее Академии художеств в Ленинграде.[17]

- Выставка произведений Народного художника СССР Ефанова Василия Прокофьевича открылась в Москве в залах Союза художников РСФСР. Экспонировались произведения живописи и графики, созданные художником за последние несколько лет[18].

- Выставка произведений Гавриила Кондратьевича Малыша открылась в залах Ленинградского отделения Союза художников РСФСР.[19]

- Ретроспективная выставка работ М. Добужинского открылась в Государственной Третьяковской галерее[20].

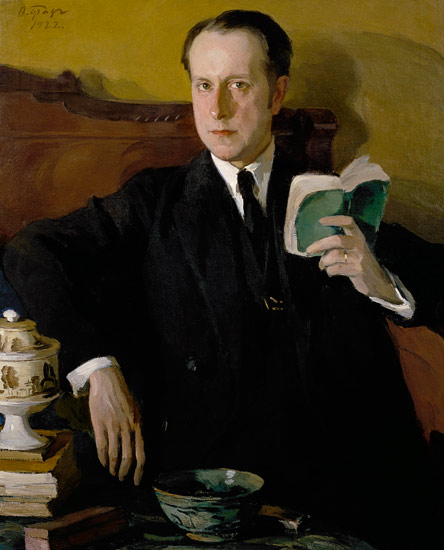
Мстислав Добужинский
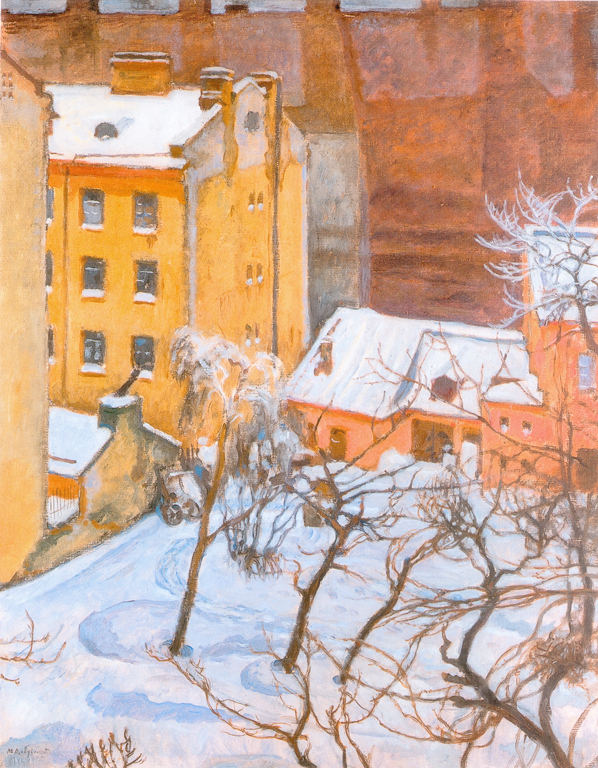
Петербург. 1914
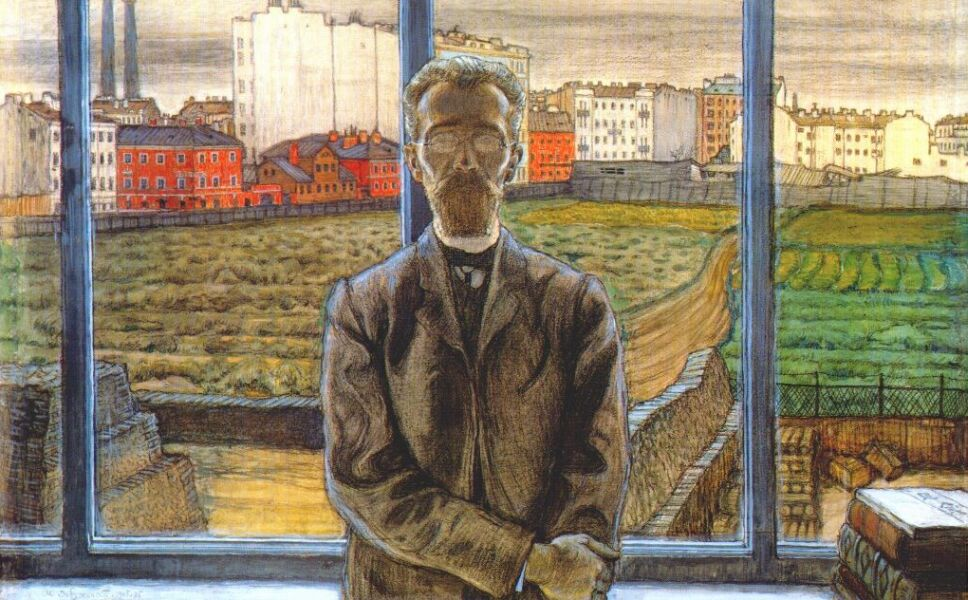
Человек в очках. 1905

- Выставка в ленинградском Дворце культуры «Невский», вошедшая в историю ленинградского андеграунда как вторая разрешённая выставка «неофициального искусства», давшая ироничное название «газоневщина» одному из явлений художественной жизни 1970—1980 годов.[21]

- Зональная выставка произведений московских художников открылась в конце года в ЦВЗ «Манеж»[22].

- 4 ноября — Пятая Республиканская художественная выставка «Советская Россия» открылась в Москве в ЦВЗ «Манеж».[23][24][25]

- 25 ноября — Вторая Всесоюзная выставка советского медальерного искусства открылась в Москве в залах Союза художников СССР (ул. Горького, 25). Экспозиция объединила работы 350 участников[20].

- Выставка произведений известного советского живописца и графика Соколова-Скали П. П. (1899-1961) открылась в Ленинграде в залах Научно-исследовательского музея Академии художеств. Экспонировалось около 400 работ художника[26]. В июле следующего 1976 года выставка была показана в Москве в залах Академии художеств СССР (Кропоткинская, 21)[27].

- Ретроспективная выставка «Советская женщина - активная строительница коммунизма» открылась в конце года в Государственном Русском музее[28].

- 12 декабря — выставка произведений художников А. П. Ткачёва и С. П. Ткачёва открылась в залах Государственной Третьяковской галереи[29].

- 16 декабря — выставка графики А. В. Шевченко (1883-1948) открылась в залах ГМИИ имени А. С. Пушкина в Москве[29].

- 26 декабря — Академии художеств СССР вручён орден Ленина за заслуги в развитии советского изобразительного искусства[30].

## Скончались
- 27 февраля — Клевер Оскар Юльевич, русский советский художник театра, живописец, график (род. в 1887).
- 1 марта — Закликовская Софья Людвиговна, русский советский живописец и график (род. в 1889).
- 15 марта — Авлас Владимир Дмитриевич, российский советский живописец (род. в 1904).
- 26 июля — Щекотов Константин Никитич, советский живописец (род. в 1909).

### Полная дата неизвестна
- Васильев Пётр Васильевич, советский художник-график, народный художник РСФСР, лауреат Сталинской премии (род. в 1899).